# Leyla Badirbeyli
Leyla Aghalar gizi Badirbeyli o también Leyla Badirbeyova – (y tras casarse – Javanshirova; en azerí: Leyla Ağalar qızı Bədirbəyli (Cavanşirova); (1920–1999), fue una actriz soviética y azerbaijaní, tanto de teatro como de cinematografía, Artista del Pueblo de RSS Azerbaiyán (1959), laureada con el Premio Estatal Stalin de segundo grado (1946); y, miembro del Partido Comunista de la Unión Soviética (CPSU) desde 1945. Fue inhumada en la Galería de Honor de Bakú. 

## Biografía
Leyla Javanshirova era nacida el 8 de enero de 1920, en Bakú, en la familia de Aghalar Badirbeyov, de una generación de gobernadores (beys) del Raión de Shamkir. En 1936, se convirtió en la solista del "Ensamble de canciones y bailes de Azerbaiyán", donde trabajó hasta 1942. Y, ese año de 1942, bajo la dirección del Teatro Académico Estatal de Drama de Azerbaiyán, nombrado tras Meshadi Azizbeyov, fue invitada, y así ella comenzó a actuar en el escenario de ese teatro. Más tarde ella narró:

“El teatro se relaciona conmigo con los nombres de tales corifeos como Mehdi Mammadov, Adil Isgenderov, Aliheydar Alakbarov. Mi actividad en el cine y el teatro fue en tiempos de guerra, pero a pesar de eso, estos años fueron muy productivos en el mundo de las artes y también para mí ...”
| “Theatre is related to me with the names of such coryphaeus as Mehdi Mammadov, Adil Isgenderov, Aliheydar Alakbarov. My activity in cinema and theatre was in wartime, but in spite of that, these years were very productive in the world of arts and also for me…” |
En 1945, Bedirbeyli jugó la parte de Gulchohra desde la comedia musical “Arshin mal alan”. De allí en adelante, jugó papeles memorables en películas como “Fatali khan”, “Encuentros”, “Las sombras se arrastran”, “Su gran corazón”, “Koroghlu”, “Indomitable Kura”, “Sevil”, “Muchachos de nuestra calle”, “Un buen día”, “Derviche está explotando París” etc. En 1951, Leyla Badirbeyli se graduó por el Instituto Teatral del Estado de Azerbaiyán (que lleva el nombre de M. A. Aliyev.)
El esposo de Leyla Badirbeyli, Kamil Aslanov, originario de Azerbaiyán, tuvo un siniestro de tráfico en un  país extranjero, y fallece (fue con un tiempo lluvioso, su vehículo se resbala, gira, y vuelca. Para Leyla Badirbeyli, que ama a su esposo, fue difícil lidiar con esta pérdida. Y, su hija mayor, un año después, tiene ungrave siniestro frente al Teatro de Marionetas, y muere. Tras esas dos tragedias, ella comienza a abandonarse como actriz.
Así, Leyla falleció el 23 de noviembre de 1999, y fue inhumada en la "Galería de Honor de Bakú".

## Filmografía
| Año  | Título                                 | Rol                |
| ---- | -------------------------------------- | ------------------ |
| 1937 | Wild crowd                             |                    |
| 1941 | Sabukhi                                | Tubu khanim        |
| 1942 | Souvenir                               |                    |
| 1945 | Arshin Mal Alan                        | Gulchohra          |
| 1947 | Fatali khan                            | Tuti-bike          |
| 1955 | Meeting                                | Bilgeyis           |
| 1958 | Su gran corazón                        | Khalida            |
| 1958 | Shadows are crawling                   | Leyla              |
| 1960 | Koroghlu                               | Nigar              |
| 1969 | Indomitable Kura                       | Zarnigar           |
| 1970 | Esperando                              |                    |
| 1970 | Sevil                                  | Tafta              |
| 1972 | Cherry tree                            |                    |
| 1973 | Muchachos de nuestra calle             |                    |
| 1974 | En las pistas de Charvadars            |                    |
| 1975 | Luz de fuegos apagados                 |                    |
| 1976 | Derviche está explotando en París      | Shakhrabanu khanim |
| 1977 | Un buen día                            | Madre              |
| 1977 | Voy al volcán                          | Gulsum             |
| 1978 | Componiendo una canción                | Madre de Nadir     |
| 1983 | Asif, Vasif, Agasif                    |                    |
| 1987 | Palabra de hombres                     |                    |
| 1988 | Hombre para una mujer joven            |                    |
| 1990 | Trap                                   |                    |
| 1991 | Gazalkhan                              |                    |
| 1992 | Voy a arder en el fuego de la limpieza |                    |
| 1993 | Hola del otro mundo                    |                    |

## Galardones
- Premio Estatal de Stalin de segundo grado (1946) – por interpretar el papel de Gulchohra en la película “Arshin mal alan”.

- Premio Estatal de la RSS de Azerbaiyán que lleva el nombre de Mirza Fatali Akhundov (1972)[7]

- Artista del Pueblo de la República Socialista Soviética de Azerbaiyán (1959)[8]

- Orden de la independencia (Azerbaiyán)[9]